# Aksel V. Johannesen
Aksel Vilhelmsson Johannesen, född 8 november 1972 i Klaksvík, är en färöisk advokat och politiker (Socialdemokraterna), som är Färöarnas lagman sedan 22 december 2022. Han hade samma ämbete mellan den 15 september 2015 och den 16 september 2019.

## Politisk karriär
I Lagtingsvalet på Färöarna 2008 var Aksel Johannesen partiets första suppleant till Lagtinget, och satt med i parlamentet periodvis. Han blev hälsominister den 16 juli 2009 när John Johannessen avböjde ministerpost då Pauli Strøm gav upp sin plats. Han fortsatte som hälsominister och utsågs senare till finansminister den 21 februari 2011 och valdes till partiledare för Javnaðarflokkurin den 5 mars samma år. Den 6 april samma år utsågs han till vice statsminister. Hans främsta uppdrag som partiledare var att stärka partiets tidigare position inför det kommande Lagtingsvalet. Den 14 november avgick Kaj Leo Johannesens regering och Aksel V. Johannesen blev parlamentarisk ledare.
Vid Lagtingsvalet på Färöarna 2015 den 1 september vann Johannesens parti med 25,1 % av rösterna. Johannesen själv fick 2405 personröster vilket blev nytt färöiskt rekord. Det tidigare rekordet hade Kaj Leo Johannesen från valet 2011 med 1967 personröster.
Aksel V. Johannesen gick förlorande ur Lagtingsvalet på Färöarna 2019, och i september ersattes han som lagman av Bárður á Steig Nielsen, som leder en koalitionsregering bestående av Sambandsflokkurin, Fólkaflokkurin og Miðflokkurin.

## Privatliv
Johannesen är utbildad jurist vid Köpenhamns universitet 2004 och arbetade inom yrket i Torshamn från 2007 fram tills han blev politiskt aktiv. Han är tidigare ordförande för hemstaden Klaksvíks fotbollslag, KÍ Klaksvík, där han själv spelade fotboll som ung. Han är gift med Katrin Apol och tillsammans har de tre barn.
Aksel V. Johannesen är son till Vilhelm Johannesen, en tidigare färöisk politiker.